# Monte Shipton

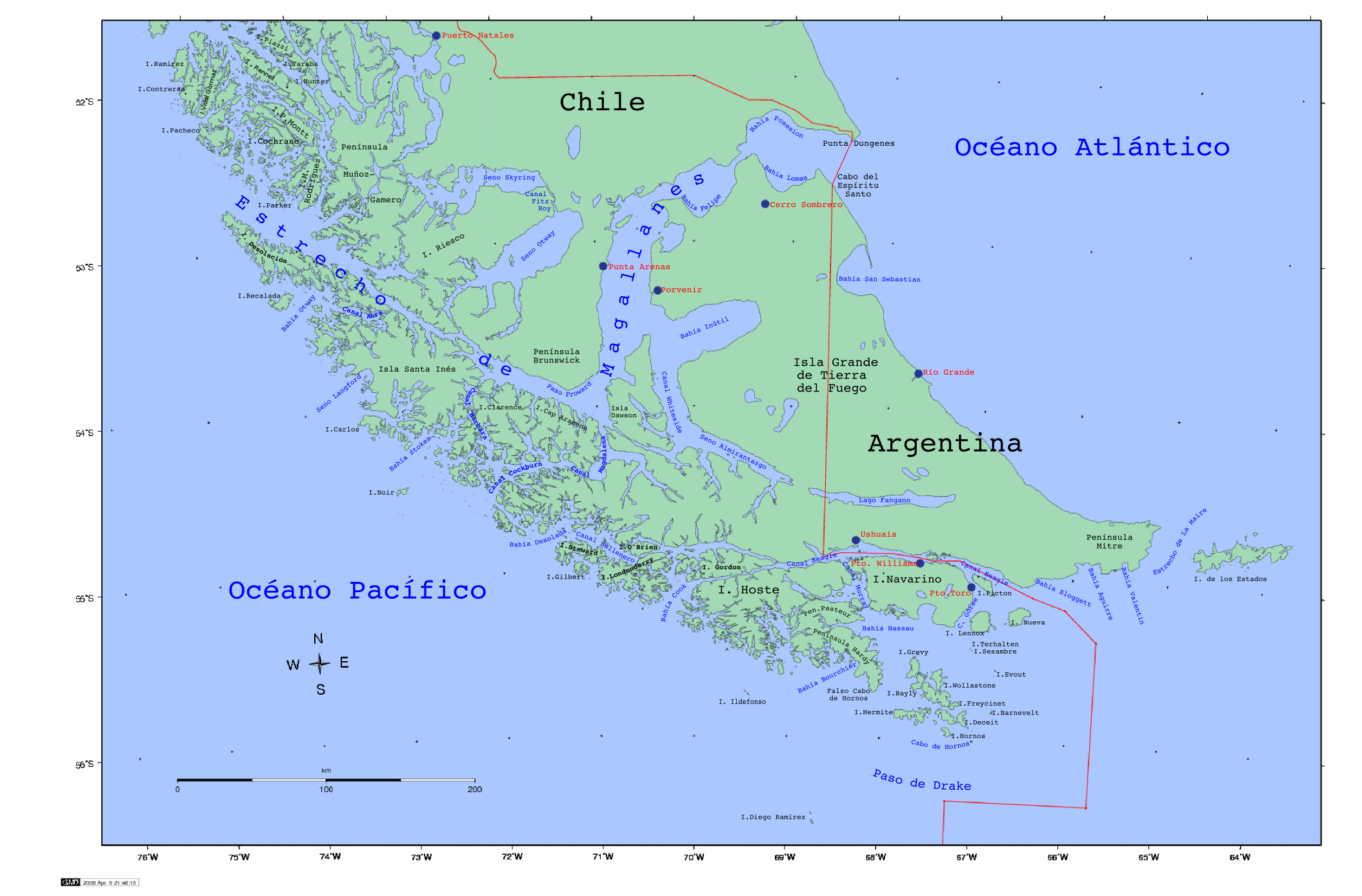

El monte Shipton, antaño también denominado como monte Darwin o monte de Agostini-Darwin, es la cumbre más alta de la isla Grande de Tierra del Fuego, al poseer una altitud de 2469 m s. n. m. Esta montaña chilena se encuentra en la provincia de Tierra del Fuego, que se incluye en el sector sur de la Región de Magallanes y de la Antártica Chilena, en la península comprendida entre el seno Almirantazgo del estrecho de Magallanes y el canal Beagle. Forma parte de la Cordillera Fueguina, sección meridional de la cordillera de los Andes, específicamente en el sector de la cordillera Darwin, la cual bordea por el norte al canal Beagle. Este cerro está formado por esquistos cristalinos, y su ladera sur está cubierta de un campo de hielo.

## Ubicación
El monte Shipton se sitúa en el sector occidental de la cordillera Darwin, un corto cordón montañoso chileno cubierto por campos de hielo, ubicado íntegramente en el parque nacional Alberto de Agostini, en la parte suroeste de la isla Grande de Tierra del Fuego. Es parte meridional de la gran cordillera de los Andes e incluye las máximas cumbres del archipiélago de Tierra del Fuego, siendo este cerro su máxima cumbre.
Al sur se encuentra el «cerro York Minster», que lo separa del monte Darwin de una altitud de 2438 m s. n. m. Al norte se encuentra el cerro Yahgan; al noreste el «cerro Luis de Saboya», de 2000 m s. n. m., y al este el brazo Cuevas, que es el extremo sudoeste de la bahía Parry.

## Toponimia y primera ascensión

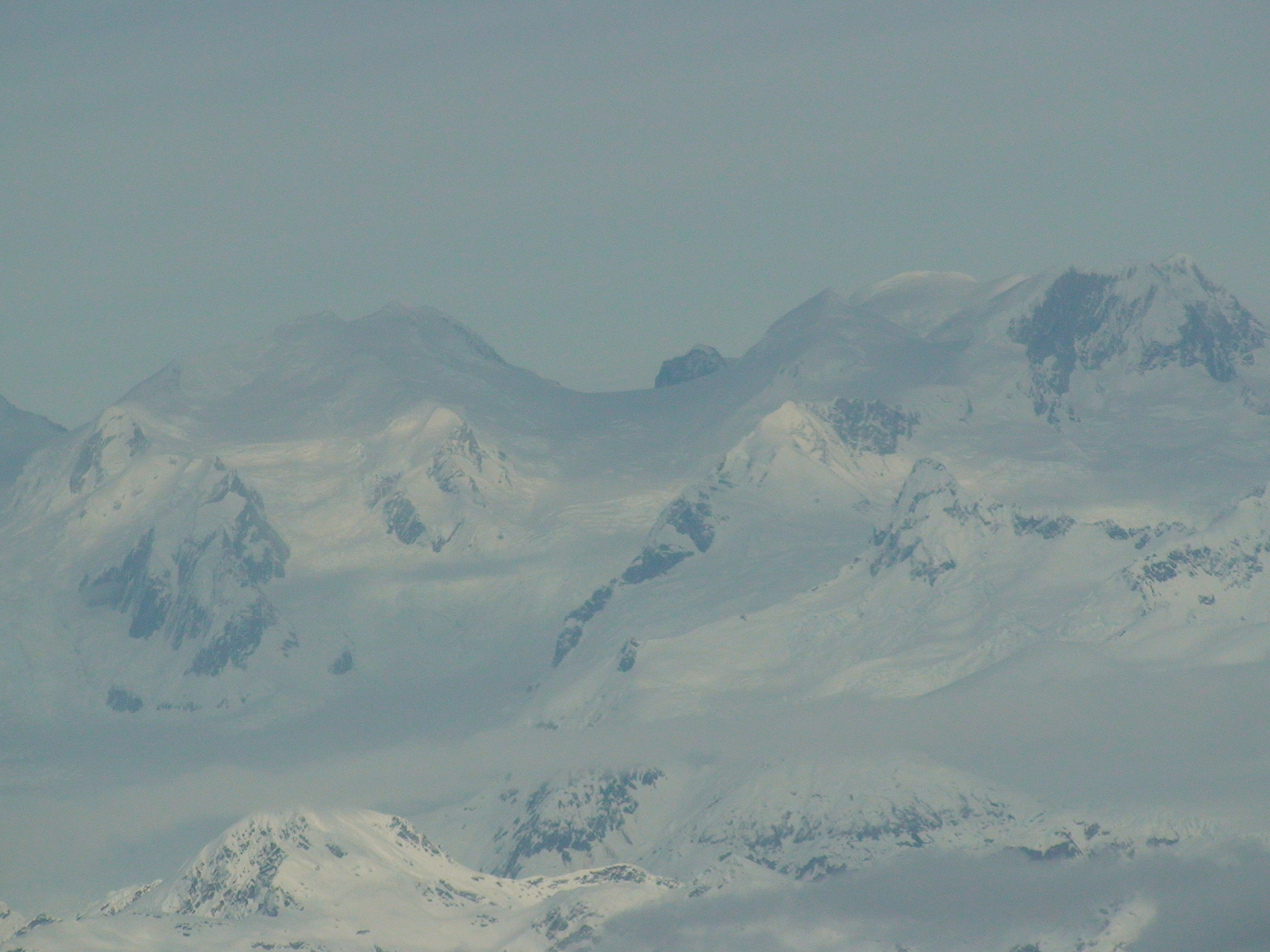
El monte Shipton, el pico más alto de Tierra del Fuego con 2.488 metros.

Su nombre rinde honor al escalador y explorador Eric Shipton, quien junto a los chilenos Cedomir Marangunic, Eduardo García, y Francisco Vivanco, lograron el primer ascenso a su cumbre, en febrero de 1962.

### Confusión en su denominación
Dos han sido los nombres con que se ha denominado a este cerro. El primero de ellos fue el de «cerro Darwin», el que le fue impuesto por la expedición que lo coronó por vez primera, sin percatarse que ya existía con ese nombre otro cerro ubicado al sudeste (54°46′S 69°29′ W) y de una altitud de 2438 m s. n. m., el cual había sido nombrado de este modo durante el segundo viaje del HMS Beagle por su capitán Robert FitzRoy, para celebrar el vigésimo quinto cumpleaños de Charles Darwin, el 12 de febrero de 1834. Este monte también fue reconocido a principios del siglo XX por el explorador y sacerdote salesiano Alberto María de Agostini. Para la expedición de Shipton el cerro no tenía nombre oficial, pues el único mapa que tenían disponible, el del Instituto Geográfico Militar de Chile (IGM) 1:250.000 impreso en 1954, sólo marcaba un punto de 2469 m s. n. m.
Anteriormente se creía que el pico Darwin más bajo era el más alto, porque esa es la impresión que se tiene desde un barco en el canal de Beagle, pues es por esta vía marítima la única forma de acceder a muchos de estos cerros.
En el año 1970, una expedición de Nueva Zelanda al archipiélago de Tierra del Fuego hizo la primera ascensión al monte más bajo o Agostini-Darwin; intentando resolver el problema se refirieron al más alto como «monte Shipton». Posteriormente a este pico se le ha dado también una elevación de 2470 m s. n. m. en un mapa publicado por el Laboratoire de Glacologie francés.
Por esta razón, el hijo de Eric Shipton —John— promovió una campaña para aclarar la confusión, proponiendo que el cerro conquistado en 1962 lleve el nombre de su padre. Finalmente, en el año 2002 el coronel Sergio Urrejola Dastres, director interino del Instituto Geográfico Militar de Chile, indicó que esa institución aceptó la propuesta, por lo que se denominará en adelante al cerro mayor de la isla Grande de Tierra del Fuego con el nombre de «monte Shipton», como homenaje a quien hiciera valiosas contribuciones en el conocimiento geográfico de la Patagonia Chilena. Ya en el mapa «Punta Arenas», a escala 1:500.000, reimpreso en 1975, figura con el nombre de monte Darwin, al de la altitud de 2438 m s. n. m., y «monte Shipton», al de la altitud de 2469 m s. n. m.; estos nombres serán mantenidos en futuras publicaciones.